# Efe Obada
Efe Obada (Lagos, 13 aprile 1992) è un giocatore di football americano nigeriano che milita nel ruolo di defensive end per i Washington Commanders della National Football League (NFL).

## Carriera

### Primi anni
Obada iniziò la carriera professionistica nel football americano nel 2014 nella lega inglese con i London Warriors. L'anno successivo firmò con i Dallas Cowboys, dopo di che nel 2016 fece parte dei Kansas City Chiefs e degli Atlanta Falcons, senza mai scendere in campo nella NFL.

### Carolina Panthers
Il 25 maggio 2017, Obada firmò con i Carolina Panthers, Il 23 settembre 2018, nel terzo turno della stagione,  disputò la prima partita in carriera, mettendo a segno un placcaggio, un intercetto e un sack, venendo premiato come miglior difensore della NFC della settimana.

### Buffalo Bills
Il 19 aprile 2021 Obada firmò un contratto di un anno con i Buffalo Bills.

### Washington Commanders
Il 23 marzo 2022 Obada firmò un contratto annuale con i Washington Commanders. Il 20 marzo 2023 firmò un nuovo contratto di un anno. Il 31 agosto 2023 fu inserito in lista infortunati per un problema a un ginocchio. Tornò nel roster attivo il 14 ottobre 2023. Nella settimana 11 fu trasportato fuori dal campo dopo avere riportato diverse fratture alla gamba, venendo operato il giorno successivo. Il 20 novembre fu inserito in lista infortunati per il resto della stagione.

## Palmarès
- Difensore della NFC della settimana: 1

3ª del 2018